# Ronde van Italië 2007
| Eindklassement      |                          |              |
| Algemeen klassement | Danilo Di Luca           | 92h 59' 39"  |
| Tweede              | Andy Schleck             | + 1' 55"     |
| Derde               | Eddy Mazzoleni           | + 2' 25"     |
| Vierde              | Gilberto Simoni          | + 3' 15"     |
| Vijfde              | Damiano Cunego           | + 3' 49"     |
| Zesde               | Riccardo Riccò           | + 7' 00"     |
| Zevende             | Jevgeni Petrov           | + 8' 34"     |
| Achtste             | Marzio Bruseghin         | + 10' 14"    |
| Negende             | Franco Pellizotti        | + 10' 44"    |
| Tiende              | David Arroyo             | + 11' 58"    |
| (Bel)               | Mario Aerts (20e)        | + 32' 48"    |
| (Ned)               | Koos Moerenhout (70e)    | + 2h 05' 04" |
| Rode Lantaarn       | Oscar Gatto (141)        | + 3h 41' 39" |
| Puntenklassement    | Alessandro Petacchi      | 185 punten   |
| Eerste              | Danilo Di Luca           | 130 punten   |
| Tweede              | Paolo Bettini            | 120 punten   |
| Derde               | Maximiliano Richeze      | 107 punten   |
| Bergklassement      | Leonardo Piepoli         | 79 punten    |
| Tweede              | Fortunato Baliani        | 46 punten    |
| Derde               | Danilo Di Luca           | 45 punten    |
| Jongerenklassement  | Andy Schleck (2e)        | 93u 01' 34"  |
| Tweede              | Riccardo Riccò (6e)      | + 5' 05"     |
| Derde               | Domenico Pozzovivo (17e) | + 22' 00"    |
| Ploegenklassement   | Saunier Duval            | 278u 11' 31" |
| Tweede              | Liquigas                 | + 3' 53"     |
| Derde               | Lampre                   | + 6' 06"     |

De 90e editie van de Ronde van Italië ging van start op 12 mei 2007 op het eiland Caprera en eindigde op 3 juni in Milaan.
Tijdens de 21 ritten werd er in totaal 3.442 km overbrugd. Naast het Italiaanse vasteland deed deze jubileumeditie van de Giro ook de Italiaanse eilanden Sardinië en Caprera en de buurlanden Frankrijk en Oostenrijk aan.
Danilo Di Luca werd de eindwinnaar en pakte bovendien twee ritzeges. Vanaf zijn etappe-overwinning in Briançon reed Di Luca in de leiderstrui. Andy Schleck en Eddy Mazzoleni werden respectievelijk tweede en derde. Alessandro Petacchi won vijf etappes en het puntenklassement als beste sprinter. De bergtui ging naar Leonardo Piepoli.

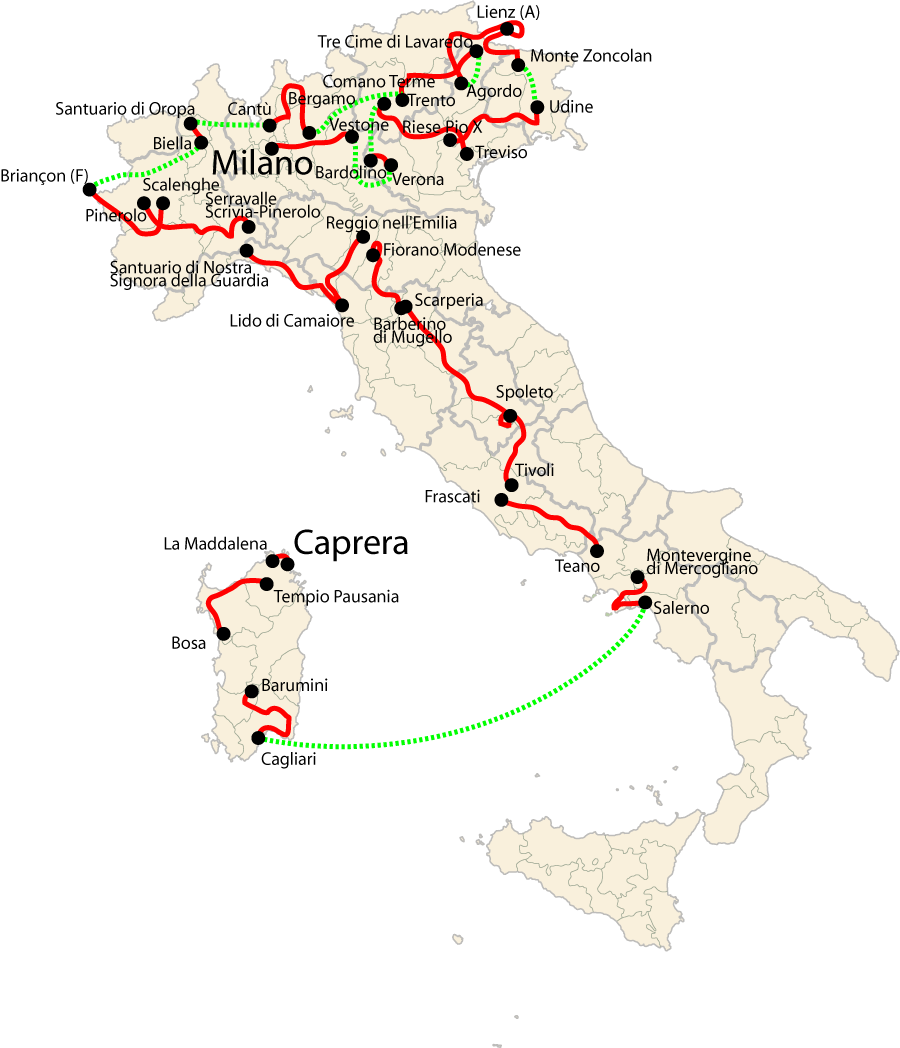
Overzicht van de etappes

## Belgische en Nederlandse prestaties

### Belgische etappezeges
- In 2007 was er geen Belgische etappezege.

### Nederlandse etappezeges
- In 2007 was er geen Nederlandse etappezege.

## Uitslag
| rang | renner             | land      | ploeg                        | tijd        |
| ---- | ------------------ | --------- | ---------------------------- | ----------- |
| 1    | Danilo Di Luca     | Italië    | Liquigas                     | 92u 59' 39" |
| 2    | Andy Schleck       | Luxemburg | Team CSC                     | op 1' 55"   |
| 3    | Eddy Mazzoleni     | Italië    | Astana                       | op 2' 25"   |
| 4    | Gilberto Simoni    | Italië    | Saunier Duval                | op 3' 15"   |
| 5    | Damiano Cunego     | Italië    | Lampre                       | op 3' 49"   |
| 6    | Riccardo Riccò     | Italië    | Saunier Duval                | op 7' 00"   |
| 7    | Jevgeni Petrov     | Rusland   | Tinkoff Credit Systems       | op 8' 34"   |
| 8    | Marzio Bruseghin   | Italië    | Lampre                       | op 10' 14"  |
| 9    | Franco Pellizotti  | Italië    | Liquigas                     | op 10' 44"  |
| 10   | David Arroyo       | Spanje    | Caisse d'Epargne             | op 11' 58"  |
| 11   | Emanuele Sella     | Italië    | Ceramiche Panaria-Navigare   | op 13' 08"  |
| 12   | Paolo Savoldelli   | Italië    | Astana                       | op 13' 30"  |
| 13   | Iván Parra         | Colombia  | Cofidis                      | op 14' 48"  |
| 14   | Leonardo Piepoli   | Italië    | Saunier Duval                | op 17' 40"  |
| 15   | Francisco Vila     | Spanje    | Lampre                       | op 19' 13"  |
| 16   | Stefano Garzelli   | Italië    | Acqua & Sapone               | op 19' 39"  |
| 17   | Domenico Pozzovivo | Italië    | Ceramiche Panaria - Navigare | op 23' 55"  |
| 18   | Marco Pinotti      | Italië    | T-Mobile                     | op 30' 18"  |
| 19   | Vincenzo Nibali    | Italië    | Liquigas                     | op 31' 42"  |
| 20   | Mario Aerts        | België    | Predictor-Lotto              | op 32' 48"  |

## Etappe-overzicht
| Datum  | Etappe          | Parcours                                    | Afstand         | Eerste              | Tweede              | Derde               | Klassementsleider |
| ------ | --------------- | ------------------------------------------- | --------------- | ------------------- | ------------------- | ------------------- | ----------------- |
| 12 mei | 1               | Caprera - La Maddalena (ploegentijdrit)     | 025,65 km       | Liquigas            | Astana              | Team CSC            | Enrico Gasparotto |
| 13 mei | 2               | Tempio Pausania - Bosa                      | 205 km          | Robbie McEwen       | Paolo Bettini       | Alessandro Petacchi | Danilo Di Luca    |
| 14 mei | 3               | Barumini - Cagliari                         | 181 km          | Alessandro Petacchi | Robert Förster      | Maximiliano Richeze | Enrico Gasparotto |
| 15 mei | was een rustdag | was een rustdag                             | was een rustdag | was een rustdag     | was een rustdag     | was een rustdag     | Enrico Gasparotto |
| 16 mei | 4               | Salerno - Montevergine di Mercogliano       | 153 km          | Danilo Di Luca      | Riccardo Riccò      | Damiano Cunego      | Danilo Di Luca    |
| 17 mei | 5               | Teano - Frascati                            | 172 km          | Robert Förster      | Thor Hushovd        | Alessandro Petacchi | Danilo Di Luca    |
| 18 mei | 6               | Tivoli - Spoleto                            | 181 km          | Luis Laverde        | Marco Pinotti       | Christophe Kern     | Marco Pinotti     |
| 19 mei | 7               | Spoleto - Scarperia                         | 239 km          | Alessandro Petacchi | Thor Hushovd        | Paolo Bettini       | Marco Pinotti     |
| 20 mei | 8               | Barberino di Mugello - Fiorano Modenese     | 194 km          | Kurt-Asle Arvesen   | Paolo Bettini       | Asan Bazajev        | Marco Pinotti     |
| 21 mei | 9               | Reggio nell'Emilia - Lido di Camaiore       | 182 km          | Danilo Napolitano   | Robbie McEwen       | Alessandro Petacchi | Marco Pinotti     |
| 22 mei | 10              | Lido di Camaiore - Sant. N.S. della Guardia | 230 km          | Leonardo Piepoli    | Danilo Di Luca      | Andy Schleck        | Andrea Noè        |
| 23 mei | 11              | Serravalle Scrivia - Pinerolo               | 192 km          | Alessandro Petacchi | Gabriele Balducci   | Robbie McEwen       | Andrea Noè        |
| 24 mei | 12              | Scalenghe - Briançon                        | 163 km          | Danilo Di Luca      | Gilberto Simoni     | Andy Schleck        | Danilo Di Luca    |
| 25 mei | 13              | Biella - Santuario di Oropa (klimtijdrit)   | 013 km          | Marzio Bruseghin    | Leonardo Piepoli    | Danilo Di Luca      | Danilo Di Luca    |
| 26 mei | 14              | Cantù - Bergamo                             | 181 km          | Stefano Garzelli    | Gilberto Simoni     | Paolo Bettini       | Danilo Di Luca    |
| 27 mei | 15              | Trente - Tre Cime di Lavaredo               | 190 km          | Riccardo Riccò      | Leonardo Piepoli    | Iván Parra          | Danilo Di Luca    |
| 28 mei | was een rustdag | was een rustdag                             | was een rustdag | was een rustdag     | was een rustdag     | was een rustdag     | Danilo Di Luca    |
| 29 mei | 16              | Agordo - Lienz                              | 196 km          | Stefano Garzelli    | Laurent Mangel      | Ricardo Serrano     | Danilo Di Luca    |
| 30 mei | 17              | Lienz - Monte Zoncolan                      | 146 km          | Gilberto Simoni     | Leonardo Piepoli    | Andy Schleck        | Danilo Di Luca    |
| 31 mei | 18              | Udine - Riese Pio X                         | 182 km          | Alessandro Petacchi | Maximiliano Richeze | Matti Breschel      | Danilo Di Luca    |
| 1 juni | 19              | Treviso - Comano Terme                      | 178 km          | Iban Mayo           | Giovanni Visconti   | Marco Marzano       | Danilo Di Luca    |
| 2 juni | 20              | Bardolino - Verona (tijdrit)                | 042 km          | Paolo Savoldelli    | Eddy Mazzoleni      | David Zabriskie     | Danilo Di Luca    |
| 3 juni | 21              | Vestone - Milaan                            | 181 km          | Alessandro Petacchi | Maximiliano Richeze | Paolo Bettini       | Danilo Di Luca    |

## Etappes

### Eerste etappe
| Eerste etappe (ploegentijdrit) - 12 mei Van Caprera naar La Maddalena over 25,6 km | Eerste etappe (ploegentijdrit) - 12 mei Van Caprera naar La Maddalena over 25,6 km | Eerste etappe (ploegentijdrit) - 12 mei Van Caprera naar La Maddalena over 25,6 km |
| ---------------------------------------------------------------------------------- | ---------------------------------------------------------------------------------- | ---------------------------------------------------------------------------------- |
| Winnaar                                                                            | Liquigas                                                                           | Liquigas                                                                           |
| Roze trui                                                                          | Enrico Gasparotto                                                                  | Enrico Gasparotto                                                                  |

De Giro opende met een ploegentijdrit. Deze werd gewonnen door Liquigas, de ploeg van Danilo Di Luca, een van de favorieten voor de eindzege. Tot grote ergernis van Di Luca was het echter zijn ploegmaat Enrico Gasparotto die de finish als eerste passeerde en zich zo als eerst in het roze leiderstricot mocht hijsen.

### Tweede etappe
| Tweede etappe - 13 mei Van Tempio Pausania naar Bosa over 205 km | Tweede etappe - 13 mei Van Tempio Pausania naar Bosa over 205 km | Tweede etappe - 13 mei Van Tempio Pausania naar Bosa over 205 km |
| ---------------------------------------------------------------- | ---------------------------------------------------------------- | ---------------------------------------------------------------- |
| Winnaar                                                          | Robbie McEwen                                                    | Robbie McEwen                                                    |
| Roze trui                                                        | Danilo Di Luca                                                   | Danilo Di Luca                                                   |

De eerste rit in lijn ging tussen Tempo Pausania en Bosa over iets meer dan 200 kilometer. Het was Robbie McEwen die de tegenstand in de sprint te snel af was. Paolo Bettini werd tweede, Alessandro Petacchi werd ontgoocheld derde.

### Derde etappe
| Derde etappe - 14 mei Van Barumini naar Cagliari over 181 km | Derde etappe - 14 mei Van Barumini naar Cagliari over 181 km | Derde etappe - 14 mei Van Barumini naar Cagliari over 181 km |
| ------------------------------------------------------------ | ------------------------------------------------------------ | ------------------------------------------------------------ |
| Winnaar                                                      | Alessandro Petacchi                                          | Alessandro Petacchi                                          |
| Roze trui                                                    | Enrico Gasparotto                                            | Enrico Gasparotto                                            |

In de laatste etappe op Sardinië was het dan toch raak voor Petacchi. Na een sterke sprint was hij Robert Förster en Maximiliano Richeze te snel af. Robbie McEwen eindigde pas als vierde.

### Vierde etappe
| Vierde etappe - 16 mei Van Salerno naar Montevergine di Mercogliano over 153 km | Vierde etappe - 16 mei Van Salerno naar Montevergine di Mercogliano over 153 km | Vierde etappe - 16 mei Van Salerno naar Montevergine di Mercogliano over 153 km |
| ------------------------------------------------------------------------------- | ------------------------------------------------------------------------------- | ------------------------------------------------------------------------------- |
| Winnaar                                                                         | Danilo Di Luca                                                                  | Danilo Di Luca                                                                  |
| Roze trui                                                                       | Danilo Di Luca                                                                  | Danilo Di Luca                                                                  |

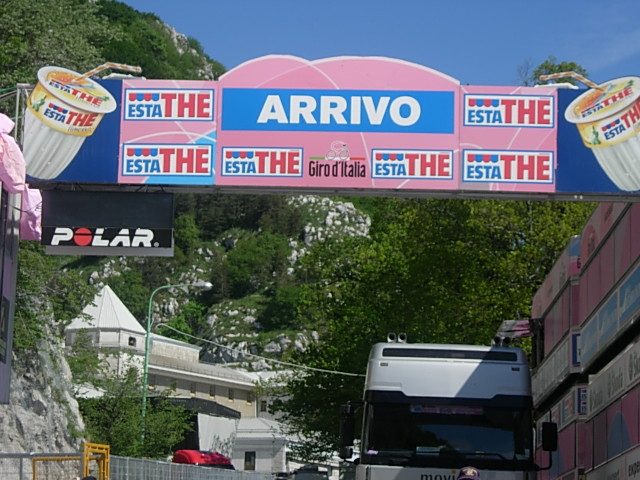
De aankomst.

Na een rustdag, waarin het peloton zich naar het vasteland had verplaatst stond er al een etappe met finish bergop op het programma. Op de flanken van de slotklim naar Montevergine di Mercogliano vielen al enkele favorieten af. Toch werden er nauwelijks verschillen gemaakt op de slotklim, die niet erg steil was. De rit mondde uit in een sprint en die werd gewonnen door Danilo Di Luca. Daarmee nam de Italiaan ook de trui weer terug die hij de dag daarvoor weer was kwijtgeraakt aan ploegmaat Gasparotto.

### Vijfde etappe
| Vijfde etappe - 17 mei Van Teano naar Frascati over 173 km | Vijfde etappe - 17 mei Van Teano naar Frascati over 173 km | Vijfde etappe - 17 mei Van Teano naar Frascati over 173 km |
| ---------------------------------------------------------- | ---------------------------------------------------------- | ---------------------------------------------------------- |
| Winnaar                                                    | Robert Förster                                             | Robert Förster                                             |
| Roze trui                                                  | Danilo Di Luca                                             | Danilo Di Luca                                             |

De derde sprint van de Giro was erg rommelig en gevaarlijk. Robert Förster, die verleden jaar nog de slotrit won, was uiteindelijk de sterkste.

### Zesde etappe
| Zesde etappe - 18 mei Van Tivoli naar Spoleto over 177 km | Zesde etappe - 18 mei Van Tivoli naar Spoleto over 177 km | Zesde etappe - 18 mei Van Tivoli naar Spoleto over 177 km |
| --------------------------------------------------------- | --------------------------------------------------------- | --------------------------------------------------------- |
| Winnaar                                                   | Luis Laverde                                              | Luis Laverde                                              |
| Roze trui                                                 | Marco Pinotti                                             | Marco Pinotti                                             |

De zesde etappe leek van tevoren een etappe voor de klassements- en heuvelrenners, maar het peloton deed het rustig aan. Daardoor kon een vlucht makkelijk wegrijden en zonder al te veel moeite voorop blijven. Marco Pinotti wist zich nog voor de sprint zeker van de roze trui en liet de zege aan zijn medevluchter Luis Laverde.

### Zevende etappe
| Zevende etappe - 19 mei Van Spoleto naar Scarperia over 254 km | Zevende etappe - 19 mei Van Spoleto naar Scarperia over 254 km | Zevende etappe - 19 mei Van Spoleto naar Scarperia over 254 km |
| -------------------------------------------------------------- | -------------------------------------------------------------- | -------------------------------------------------------------- |
| Winnaar                                                        | Alessandro Petacchi                                            | Alessandro Petacchi                                            |
| Roze trui                                                      | Marco Pinotti                                                  | Marco Pinotti                                                  |

De etappe leek vooraf ideaal voor sprinters en eindigde dan ook in een massaspurt. De finish lag op het circuit van Mugello, een Formule 1-circuit dat eigendom is van Scuderia Ferrari. In een ideale sprint pakte Petacchi opnieuw de overwinning.

### Achtste etappe
| Achtste etappe - 20 mei Van Barberino di Mugello naar Fiorano Modenese over 200 km | Achtste etappe - 20 mei Van Barberino di Mugello naar Fiorano Modenese over 200 km | Achtste etappe - 20 mei Van Barberino di Mugello naar Fiorano Modenese over 200 km |
| ---------------------------------------------------------------------------------- | ---------------------------------------------------------------------------------- | ---------------------------------------------------------------------------------- |
| Winnaar                                                                            | Kurt-Asle Arvesen                                                                  | Kurt-Asle Arvesen                                                                  |
| Roze trui                                                                          | Marco Pinotti                                                                      | Marco Pinotti                                                                      |

Een grote groep, met enkele subfavorieten, verzamelde zich al snel. Door de heuvelachtige eerste wedstrijdhelft waren er al veel sprinters gelost en waren er maar weinig ploegen die het achtervolginswerk opknapten. In de finale gingen Pavel Broett en Emanuele Sella op pad. Laatstgenoemde vertrok op het juiste moment, maar Paolo Bettini reed het gat dicht en vergooide zo zijn eigen kansen, want hij nam Kurt-Asle Arvesen mee in zijn wiel. Die won zo zijn tweede Girorit.

### Negende etappe
| Negende etappe - 21 mei Van Reggio Emilia naar Camaiore over 177 km | Negende etappe - 21 mei Van Reggio Emilia naar Camaiore over 177 km | Negende etappe - 21 mei Van Reggio Emilia naar Camaiore over 177 km |
| ------------------------------------------------------------------- | ------------------------------------------------------------------- | ------------------------------------------------------------------- |
| Winnaar                                                             | Danilo Napolitano                                                   | Danilo Napolitano                                                   |
| Roze trui                                                           | Marco Pinotti                                                       | Marco Pinotti                                                       |

Wederom een massasprint. Dit keer was het niet McEwen of Petacchi, maar Danilo Napolitano die zijn eerste zege in de Ronde van Italië pakte.

### Tiende etappe
| Tiende etappe - 22 mei Van Camaiore naar Santuario Nostra della Guardia over 250 km | Tiende etappe - 22 mei Van Camaiore naar Santuario Nostra della Guardia over 250 km | Tiende etappe - 22 mei Van Camaiore naar Santuario Nostra della Guardia over 250 km |
| ----------------------------------------------------------------------------------- | ----------------------------------------------------------------------------------- | ----------------------------------------------------------------------------------- |
| Winnaar                                                                             | Leonardo Piepoli                                                                    | Leonardo Piepoli                                                                    |
| Roze trui                                                                           | Andrea Noè                                                                          | Andrea Noè                                                                          |

De tweede bergrit was een stuk zwaarder dan de eerste. Niet alleen was de slotklim steiler, ook de aanloop was lastiger en het was met een afstand van 250 kilometer de op een na langste rit van de ronde. Di luca viel een paar keer aan op de slotklim, maar het was Leonardo Piepoli die na een mooie solo de rit pakte. Di Luca eindigde als tweede, voor Andy Schleck die zich ontpopte tot een van de revelaties van de ronde.

### Elfde etappe
| Elfde etappe - 23 mei Van Serravalle Scrivia naar Pinerolo over 192 km | Elfde etappe - 23 mei Van Serravalle Scrivia naar Pinerolo over 192 km | Elfde etappe - 23 mei Van Serravalle Scrivia naar Pinerolo over 192 km |
| ---------------------------------------------------------------------- | ---------------------------------------------------------------------- | ---------------------------------------------------------------------- |
| Winnaar                                                                | Alessandro Petacchi                                                    | Alessandro Petacchi                                                    |
| Roze trui                                                              | Andrea Noè                                                             | Andrea Noè                                                             |

De laatste kans voor enkele sprinters, waaronder McEwen, die met de bergen in het vooruitzicht besloten hadden na deze etappe op te geven. Ook deze rit liep weer uit op een massasprint, maar die was spectaculair te noemen. De eerste renners kwamen heelhuids over de streep, maar een groot deel van het peloton, waaronder de roze trui, ging onderuit in de natte straten van Pinerolo.

### Twaalfde etappe
| Twaalfde etappe - 24 mei Van Scalenghe naar Briançon over 163 km | Twaalfde etappe - 24 mei Van Scalenghe naar Briançon over 163 km | Twaalfde etappe - 24 mei Van Scalenghe naar Briançon over 163 km |
| ---------------------------------------------------------------- | ---------------------------------------------------------------- | ---------------------------------------------------------------- |
| Winnaar                                                          | Danilo Di Luca                                                   | Danilo Di Luca                                                   |
| Roze trui                                                        | Danilo Di Luca                                                   | Danilo Di Luca                                                   |

Saunier Duval besloot al op de eerste beklimming, de Agnelpas die ook de Cima Coppi was, het tempo op te voeren. Terwijl Yoann le Boulanger als eerste bovenkwam op de Agnelpas, vormde zich daarachter al een select groepje met favorieten. Piepoli, die enkele dagen geleden nog de etappe won, reed in dienst van Gilberto Simoni en hield het tempo in de groep tot de Col d'Izoard.
Op de Izoard probeerde Simoni een paar keer aan te vallen, maar dat lukte niet. Vlak voor de top ging Di Luca ervandoor. De roze trui werd in de afdaling weer teruggepakt maar wist in de steile slotkilometer wederom weg te rijden en te winnen.

### Dertiende etappe
| Dertiende etappe (klimtijdrit) - 25 mei Van Biella naar Santuario di Oropa over 13 km | Dertiende etappe (klimtijdrit) - 25 mei Van Biella naar Santuario di Oropa over 13 km | Dertiende etappe (klimtijdrit) - 25 mei Van Biella naar Santuario di Oropa over 13 km |
| ------------------------------------------------------------------------------------- | ------------------------------------------------------------------------------------- | ------------------------------------------------------------------------------------- |
| Winnaar                                                                               | Marzio Bruseghin                                                                      | Marzio Bruseghin                                                                      |
| Roze trui                                                                             | Danilo Di Luca                                                                        | Danilo Di Luca                                                                        |

De klimtijdrit werd gewonnen door Marzio Bruseghin. Piepoli en Di Luca strandden op een seconde van Bruseghin, terwijl Andy Schleck in het algemeen klassement de top-3 binnenkwam.

### Veertiende etappe
| Veertiende etappe - 26 mei Van Cantù naar Bergamo over 13 km | Veertiende etappe - 26 mei Van Cantù naar Bergamo over 13 km | Veertiende etappe - 26 mei Van Cantù naar Bergamo over 13 km |
| ------------------------------------------------------------ | ------------------------------------------------------------ | ------------------------------------------------------------ |
| Winnaar                                                      | Stefano Garzelli                                             | Stefano Garzelli                                             |
| Roze trui                                                    | Danilo Di Luca                                               | Danilo Di Luca                                               |

De etappe naar Bergamo werd een stuk spannender dan vooraf verwacht. Ongeveer halfweg koers sloegen Saunier Duval en Astana de handen ineen en er ontstond een kopgroepje met Gilberto Simoni erbij. Di Luca, Cunego, Schleck en nog enkele anderen waren niet vertegenwoordigd voorin. In de finale ging Simoni ervandoor maar met behulp van de RAI-motoren wist Stefano Garzelli zijn landgenoot nog te remonteren. Garzelli won, voor een zichtbaar ontgoochelde Simoni. Di Luca verloor uiteindelijk slechts 40 seconden.

### Vijftiende etappe
| Vijftiende etappe - 27 mei Van Trento naar Tre Cime di Lavaredo over 184 km | Vijftiende etappe - 27 mei Van Trento naar Tre Cime di Lavaredo over 184 km | Vijftiende etappe - 27 mei Van Trento naar Tre Cime di Lavaredo over 184 km |
| --------------------------------------------------------------------------- | --------------------------------------------------------------------------- | --------------------------------------------------------------------------- |
| Winnaar                                                                     | Riccardo Riccò                                                              | Riccardo Riccò                                                              |
| Roze trui                                                                   | Danilo Di Luca                                                              | Danilo Di Luca                                                              |

Een kopgroep die bestond een paar samengesmolten groepjes viel in de finale uiteen totdat Riccardo Riccò en zijn ploegmaat Leonardo Piepoli als enige over waren gebleven. Riccò won de rit, maar in de achtergrond deed Eddy Mazzoleni uitstekende zaken. Mazzoleni reed weg en pakte veel tijd op de concurrentie. Daardoor steeg hij van de 9de naar de 2de plaats in het klassement. Di Luca pakte dan weer een ruime halve minuut op de rest en het leek nu wel erg lastig om hem nog van de eindzege af te houden.

### Zestiende etappe
| Zestiende etappe - 29 mei Van Agordo naar Lienz over 189 km | Zestiende etappe - 29 mei Van Agordo naar Lienz over 189 km | Zestiende etappe - 29 mei Van Agordo naar Lienz over 189 km |
| ----------------------------------------------------------- | ----------------------------------------------------------- | ----------------------------------------------------------- |
| Winnaar                                                     | Stefano Garzelli                                            | Stefano Garzelli                                            |
| Roze trui                                                   | Danilo Di Luca                                              | Danilo Di Luca                                              |

Na een rustdag kreeg het peloton een heuvelachtige etappe voor de kiezen tussen Agordo en het Oostenrijkse Lienz. Stefano Garzelli won opnieuw, dit keer zonder hulp van de motoren. In het klassement veranderde er niets.

### Zeventiende etappe
| Zeventiende etappe - 30 mei Van Lienz naar Monte Zoncolan over 142 km | Zeventiende etappe - 30 mei Van Lienz naar Monte Zoncolan over 142 km | Zeventiende etappe - 30 mei Van Lienz naar Monte Zoncolan over 142 km |
| --------------------------------------------------------------------- | --------------------------------------------------------------------- | --------------------------------------------------------------------- |
| Winnaar                                                               | Gilberto Simoni                                                       | Gilberto Simoni                                                       |
| Roze trui                                                             | Danilo Di Luca                                                        | Danilo Di Luca                                                        |

De etappe naar de beruchte Monte Zoncolan was de laatste bergrit en een van de laatste kansen voor de klassementsrenners om nog op te schuiven in de stand. Piepoli, die al de hele ronde sterk reed in de bergen, was ook vandaag weer vooraan te vinden. Samen met zijn ploeggenoot Simoni reed hij weg en Di Luca kraakte. Toch verloor hij uiteindelijk slechts 31 seconden op winnaar Simoni. Simoni schoof op naar de derde plaats, maar zei na afloop dat hij de zege op de Zoncolan belangrijker vond dan zijn podiumplek en dat hij zijn Giro al geslaagd vond.

### Achttiende etappe
| Achttiende etappe - 31 mei Van Udine naar Riese Pio X over 203 km | Achttiende etappe - 31 mei Van Udine naar Riese Pio X over 203 km | Achttiende etappe - 31 mei Van Udine naar Riese Pio X over 203 km |
| ----------------------------------------------------------------- | ----------------------------------------------------------------- | ----------------------------------------------------------------- |
| Winnaar                                                           | Alessandro Petacchi                                               | Alessandro Petacchi                                               |
| Roze trui                                                         | Danilo Di Luca                                                    | Danilo Di Luca                                                    |

Met nog 4 etappes te gaan, stond het peloton de makkelijkste etappe van de hele ronde te wachten. In de 203 kilometer lange etappe tussen Udine en Riese Pio X (Riese Pio Dieci) zat geen enkel obstakel en zoals al verwacht eindigde de etappe in een massasprint. Die werd ontregeld doordat twee renners van de Ag2r-ploeg op zo'n 800 meter van de streep onderuit gingen. Matteo Tosatto ging van heel ver aan, maar werd meteen bijgehaald door Alessandro Petacchi die vervolgens een heel lange sprint reed. Hoewel Richeze nog dichtbij kwam, won Petacchi de etappe.

### Negentiende etappe
| Negentiende etappe - 1 juni Van Treviso naar Comano di Terme over 179 km | Negentiende etappe - 1 juni Van Treviso naar Comano di Terme over 179 km | Negentiende etappe - 1 juni Van Treviso naar Comano di Terme over 179 km |
| ------------------------------------------------------------------------ | ------------------------------------------------------------------------ | ------------------------------------------------------------------------ |
| Winnaar                                                                  | Iban Mayo                                                                | Iban Mayo                                                                |
| Roze trui                                                                | Danilo Di Luca                                                           | Danilo Di Luca                                                           |

De negentiende etappe was een heuvelachtige en leek bestemd voor de vluchters, tenzij de klassementsrenners nog iets uit wilden halen. Dat gebeurde niet en dus werd het inderdaad een ontsnapping die het haalde. Iban Mayo kwam na een mooie solo als eerste over de streep. Jevgeni Petrov steeg, ondanks een val in de afdaling van de slotklim, een plaatsje in het klassement, waardoor hij nu op de 7e plaats kwam te staan.

### Twintigste etappe
| Twintigste etappe (individuele tijdrit) - 2 juni Van Bardolino naar Verona over 43 km | Twintigste etappe (individuele tijdrit) - 2 juni Van Bardolino naar Verona over 43 km | Twintigste etappe (individuele tijdrit) - 2 juni Van Bardolino naar Verona over 43 km |
| ------------------------------------------------------------------------------------- | ------------------------------------------------------------------------------------- | ------------------------------------------------------------------------------------- |
| Winnaar                                                                               | Paolo Savoldelli                                                                      | Paolo Savoldelli                                                                      |
| Roze trui                                                                             | Danilo Di Luca                                                                        | Danilo Di Luca                                                                        |

Paolo Savoldelli maakte zijn Ronde van Italië, die tot dan toe nog geen succes was geweest, weer wat goed door de tijdrit te winnen. In het klassement was het vooral Eddy Mazzoleni die het goed deed. Aan de start van de tijdrit stond Mazzoleni nog vijfde, maar hij deed het zo goed dat hij na afloop derde stond. Ook Danilo Di Luca kwam juichend over de streep, want hij was zo goed als zeker van de eindzege.

### Eenentwintigste etappe
| Eenentwintigste etappe - 3 juni Van Vestone naar Milaan over 185 km | Eenentwintigste etappe - 3 juni Van Vestone naar Milaan over 185 km | Eenentwintigste etappe - 3 juni Van Vestone naar Milaan over 185 km |
| ------------------------------------------------------------------- | ------------------------------------------------------------------- | ------------------------------------------------------------------- |
| Winnaar                                                             | Alessandro Petacchi                                                 | Alessandro Petacchi                                                 |
| Roze trui                                                           | Danilo Di Luca                                                      | Danilo Di Luca                                                      |

De Liquigas-ploeg van Di Luca deed bijna de hele etappe het kopwerk in het peloton. In de laatste kilometers van de 90e Giro

## Ploegen
| # | naam                | geb. datum | opmerkingen        |
| - | ------------------- | ---------- | ------------------ |
| 1 | Paolo Bettini       | 1-4-1974   |                    |
| 2 | Addy Engels         | 16-6-1977  |                    |
| 3 | Mauro Facci         | 11-5-1982  |                    |
| 4 | Leonardo Scarselli  | 19-4-1975  |                    |
| 5 | Hubert Schwab       | 5-4-1982   |                    |
| 6 | Andrea Tonti        | 16-2-1972  | 3e et.; afgestapt  |
| 7 | Matteo Tosatto      | 14-5-1974  |                    |
| 8 | Jurgen Van De Walle | 9-2-1977   | 14e et.; afgestapt |
| 9 | Giovanni Visconti   | 13-1-1983  |                    |

| #  | naam             | geb. datum | opmerkingen        |
| -- | ---------------- | ---------- | ------------------ |
| 11 | Paolo Savoldelli | 7-5-1973   |                    |
| 12 | Maksim Goerov    | 30-1-1979  |                    |
| 13 | Benoît Joachim   | 14-1-1976  |                    |
| 14 | Asan Bazajev     | 22-2-1981  |                    |
| 15 | Sergej Jakovlev  | 21-4-1976  | 15e et.; afgestapt |
| 16 | Eddy Mazzoleni   | 29-7-1973  |                    |
| 17 | Andrej Mizoerov  | 16-3-1973  |                    |
| 18 | Steve Morabito   | 30-1-1983  |                    |
| 19 | Dmitri Moeravjov | 2-11-1979  |                    |

| #  | naam                   | geb. datum | opmerkingen        |
| -- | ---------------------- | ---------- | ------------------ |
| 21 | Gilberto Simoni        | 25-8-1971  |                    |
| 22 | Rubens Bertogliati     | 9-5-1979   | 15e et.; afgestapt |
| 23 | Raivis Belohvoščiks    | 21-1-1976  |                    |
| 24 | David Cañada           | 11-3-1975  |                    |
| 25 | José Ángel Gómez Gómez | 13-5-1981  |                    |
| 26 | Manuele Mori           | 9-8-1980   | 15e et.; afgestapt |
| 27 | Iban Mayo              | 19-8-1977  |                    |
| 28 | Leonardo Piepoli       | 29-9-1971  |                    |
| 29 | Riccardo Riccò         | 1-9-1983   |                    |

| #  | naam                      | geb. datum | opmerkingen        |
| -- | ------------------------- | ---------- | ------------------ |
| 31 | Damiano Cunego            | 19-9-1982  |                    |
| 32 | Matteo Bono               | 11-11-1983 |                    |
| 33 | Marzio Bruseghin          | 15-6-1974  |                    |
| 34 | Marco Marzano             | 10-6-1980  |                    |
| 35 | Danilo Napolitano         | 31-1-1981  | 12e et.; afgestapt |
| 36 | Gorazd Štangelj           | 27-1-1973  |                    |
| 37 | Sylwester Szmyd           | 2-3-1978   |                    |
| 38 | Paolo Tiralongo           | 5-7-1977   |                    |
| 39 | Francisco Vila Errandonea | 11-10-1975 |                    |

| #  | naam               | geb. datum | opmerkingen        |
| -- | ------------------ | ---------- | ------------------ |
| 41 | Stefano Garzelli   | 16-7-1973  |                    |
| 42 | Dario Andriotto    | 25-10-1972 |                    |
| 43 | Aleksandr Arekejev | 12-10-1982 | 14e et.; afgestapt |
| 44 | Gabriele Balducci  | 3-11-1975  | 12e et.; afgestapt |
| 45 | Massimo Codol      | 27-2-1973  |                    |
| 46 | Andrej Koenitski   | 2-7-1984   |                    |
| 47 | Simone Masciarelli | 2-1-1980   | 12e et.; afgestapt |
| 48 | Giuseppe Palumbo   | 10-9-1975  |                    |
| 49 | Branislaw Samojlaw | 25-5-1985  |                    |

| #  | naam              | geb. datum | opmerkingen       |
| -- | ----------------- | ---------- | ----------------- |
| 51 | Rinaldo Nocentini | 25-9-1977  |                   |
| 52 | Hubert Dupont     | 13-11-1980 |                   |
| 53 | Joeri Krivtsov    | 7-2-1979   |                   |
| 54 | Julien Loubet     | 11-1-1985  | 8e et.; afgestapt |
| 55 | Laurent Mangel    | 22-5-1981  |                   |
| 56 | Lloyd Mondory     | 26-4-1982  |                   |
| 57 | Carl Naibo        | 17-8-1982  |                   |
| 58 | Christophe Riblon | 17-1-1981  |                   |
| 59 | Aljaksandr Oesaw  | 27-8-1977  |                   |

| #  | naam               | geb. datum | opmerkingen          |
| -- | ------------------ | ---------- | -------------------- |
| 61 | Olivier Bonnaire   | 2-3-1983   |                      |
| 62 | Nicolas Crosbie    | 2-4-1980   |                      |
| 63 | Pierre Drancourt   | 10-5-1982  |                      |
| 64 | Yohann Gène        | 25-6-1981  | 10e et.; afgestapt   |
| 65 | Arnaud Labbe       | 3-11-1976  | 10e et.; afgestapt   |
| 66 | Yoann Le Boulanger | 4-11-1975  |                      |
| 67 | Alexandre Pichot   | 6-1-1983   |                      |
| 68 | Franck Renier      | 11-4-1974  |                      |
| 69 | Thomas Voeckler    | 22-6-1979  | 8e et.; niet gestart |

| #  | naam               | geb. datum | opmerkingen          |
| -- | ------------------ | ---------- | -------------------- |
| 71 | David Arroyo       | 7-1-1980   |                      |
| 72 | Eric Berthou       | 23-1-1980  |                      |
| 73 | Joan Horrach       | 27-3-1974  | 5e et.; niet gestart |
| 74 | Pablo Lastras      | 20-1-1976  |                      |
| 75 | Alberto Losada     | 28-2-1982  |                      |
| 76 | Aitor Pérez        | 24-7-1977  |                      |
| 77 | José Joaquín Rojas | 8-6-1985   | 10e et.; afgestapt   |
| 78 | Aleksej Markov     | 26-5-1979  | 10e et.; afgestapt   |
| 79 | Mathieu Perget     | 18-9-1984  |                      |

| #  | naam                | geb. datum | opmerkingen        |
| -- | ------------------- | ---------- | ------------------ |
| 81 | Emanuele Sella      | 9-1-1981   |                    |
| 82 | Luis Laverde        | 6-7-1979   |                    |
| 83 | Julio Pérez Cuapio  | 30-7-1977  |                    |
| 84 | Andrea Pagoto       | 11-7-1985  |                    |
| 85 | Domenico Pozzovivo  | 30-11-1982 |                    |
| 86 | Fortunato Baliani   | 6-7-1974   |                    |
| 87 | Paride Grillo       | 23-3-1982  | 10e et.; afgestapt |
| 88 | Luca Mazzanti       | 4-2-1974   |                    |
| 89 | Maximiliano Richeze | 7-3-1983   |                    |

| #  | naam                  | geb. datum | opmerkingen        |
| -- | --------------------- | ---------- | ------------------ |
| 91 | Iván Parra            | 15-10-1975 |                    |
| 92 | Frédéric Bessy        | 9-1-1972   |                    |
| 93 | Mickaël Buffaz        | 21-5-1979  |                    |
| 94 | Hervé Duclos-Lassalle | 24-12-1979 |                    |
| 95 | Bingen Fernández      | 15-12-1972 |                    |
| 96 | Mathieu Heijboer      | 4-2-1982   | 14e et.; afgestapt |
| 97 | Amaël Moinard         | 2-2-1982   |                    |
| 98 | Tristan Valentin      | 23-2-1982  |                    |
| 99 | Steve Zampieri        | 4-6-1977   | 14e et.; afgestapt |

| #   | naam               | geb. datum | opmerkingen          |
| --- | ------------------ | ---------- | -------------------- |
| 101 | Pietro Caucchioli  | 28-8-1975  |                      |
| 102 | Francesco Bellotti | 6-8-1979   | 14e et.; afgestapt   |
| 103 | László Bodrogi     | 11-12-1976 |                      |
| 104 | Julian Dean        | 28-1-1975  |                      |
| 105 | Angelo Furlan      | 22-6-1977  |                      |
| 106 | Patrice Halgand    | 2-3-1974   | 6e et.; niet gestart |
| 107 | Christophe Kern    | 18-1-1981  |                      |
| 108 | Thor Hushovd       | 18-1-1978  | 12e et.; afgestapt   |
| 109 | Nicolas Roche      | 3-7-1984   |                      |

| #   | naam               | geb. datum | opmerkingen           |
| --- | ------------------ | ---------- | --------------------- |
| 111 | Jaroslav Popovytsj | 4-1-1980   | 13e et.; niet gestart |
| 112 | Volodymyr Bileka   | 6-2-1979   |                       |
| 113 | Steven Cummings    | 19-3-1981  |                       |
| 114 | George Hincapie    | 29-6-1973  | 12e et.; niet gestart |
| 115 | Pavel Padrnos      | 17-12-1970 |                       |
| 116 | José Luis Rubiera  | 27-1-1973  |                       |
| 117 | Jurgen Van Goolen  | 28-11-1980 |                       |
| 118 | Brian Vandborg     | 4-12-1981  | 14e et.; afgestapt    |
| 119 | Matthew White      | 22-8-1974  |                       |

| #   | naam             | geb. datum | opmerkingen           |
| --- | ---------------- | ---------- | --------------------- |
| 121 | Beñat Albizuri   | 17-5-1981  | 8e et.; afgestapt     |
| 122 | Koldo Fernández  | 13-9-1981  |                       |
| 123 | Dioni Galparsoro | 13-8-1978  | 12e et.; afgestapt    |
| 124 | Aitor Hernández  | 24-1-1982  | 12e et.; niet gestart |
| 125 | Markel Irizar    | 5-2-1980   |                       |
| 126 | Antton Luengo    | 17-1-1981  |                       |
| 127 | Aketza Peña      | 4-3-1981   | 17e et.; niet gestart |
| 128 | Iván Velasco     | 7-2-1980   |                       |
| 129 | Joseba Zubeldia  | 19-3-1979  | 14e et.; afgestapt    |

| #   | naam              | geb. datum | opmerkingen          |
| --- | ----------------- | ---------- | -------------------- |
| 131 | Carlos Da Cruz    | 20-12-1974 | 1e et.; niet gestart |
| 132 | Arnaud Gérard     | 10-6-1984  |                      |
| 133 | Tim Gudsell       | 17-2-1984  | 7e et.; afgestapt    |
| 134 | Lilian Jégou      | 20-1-1976  |                      |
| 135 | Ian McLeod        | 3-10-1980  | 4e et.; afgestapt    |
| 136 | Cyrille Monnerais | 24-8-1983  | 8e et.; afgestapt    |
| 137 | Francis Mourey    | 8-12-1980  |                      |
| 138 | Fabien Patanchon  | 14-6-1983  |                      |
| 139 | Jussi Veikkanen   | 29-3-1981  |                      |

| #   | naam            | geb. datum | opmerkingen           |
| --- | --------------- | ---------- | --------------------- |
| 141 | Davide Rebellin | 9-8-1971   | 11e et.; niet gestart |
| 142 | Robert Förster  | 27-1-1978  | 12e et.; niet gestart |
| 143 | Thomas Fothen   | 6-4-1983   |                       |
| 144 | Oscar Gatto     | 1-1-1985   |                       |
| 145 | Tim Klinger     | 22-9-1984  | 12e et.; afgestapt    |
| 146 | Sven Krauss     | 6-1-1983   |                       |
| 147 | Volker Ordowski | 9-11-1973  | 2e et.; afgestapt     |
| 148 | Matthias Russ   | 14-11-1983 |                       |
| 149 | Oliver Zaugg    | 9-5-1981   | 14e et.; afgestapt    |

| #   | naam                   | geb. datum | opmerkingen        |
| --- | ---------------------- | ---------- | ------------------ |
| 151 | Danilo Di Luca         | 2-1-1976   |                    |
| 152 | Enrico Gasparotto      | 22-3-1982  |                    |
| 153 | Vladimir Miholjević    | 18-1-1974  |                    |
| 154 | Vincenzo Nibali        | 14-11-1984 |                    |
| 155 | Andrea Noè             | 15-1-1969  |                    |
| 156 | Franco Pellizotti      | 15-1-1978  |                    |
| 157 | Alessandro Spezialetti | 14-1-1975  |                    |
| 158 | Alessandro Vanotti     | 16-9-1980  |                    |
| 159 | Charles Wegelius       | 26-4-1978  | 18e et.; afgestapt |

| #   | naam                  | geb. datum | opmerkingen           |
| --- | --------------------- | ---------- | --------------------- |
| 161 | Robbie McEwen         | 24-6-1972  | 12e et.; niet gestart |
| 162 | Dario Cioni           | 2-12-1974  |                       |
| 163 | Josep Jufré           | 5-8-1975   |                       |
| 164 | Matthew Lloyd         | 24-5-1983  |                       |
| 165 | Mario Aerts           | 31-12-1974 |                       |
| 166 | Jurgen Van den Broeck | 1-2-1983   |                       |
| 167 | Wim Van Huffel        | 25-5-1979  | 15e et.; niet gestart |
| 168 | Stefano Zanini        | 23-1-1969  |                       |
| 169 | Nick Gates            | 10-3-1972  |                       |

| #   | naam               | geb. datum | opmerkingen        |
| --- | ------------------ | ---------- | ------------------ |
| 171 | Michael Rasmussen  | 1-6-1974   |                    |
| 172 | Mauricio Ardila    | 21-5-1979  |                    |
| 173 | Graeme Brown       | 8-4-1979   | 3e et.; afgestapt  |
| 174 | Koos Moerenhout    | 5-11-1973  |                    |
| 175 | Max van Heeswijk   | 2-3-1973   | 14e et.; afgestapt |
| 176 | Dmitri Kozontsjoek | 5-4-1984   |                    |
| 177 | Léon van Bon       | 28-1-1972  | 6e et.; afgestapt  |
| 178 | William Walker     | 31-10-1985 |                    |
| 179 | Pedro Horrillo     | 27-9-1974  |                    |

| #   | naam               | geb. datum | opmerkingen        |
| --- | ------------------ | ---------- | ------------------ |
| 181 | Fabian Cancellara  | 18-3-1981  | 12e et.; afgestapt |
| 182 | David Zabriskie    | 12-1-1979  |                    |
| 183 | Andy Schleck       | 10-6-1985  |                    |
| 184 | Juan José Haedo    | 26-1-1981  | 10e et.; afgestapt |
| 185 | Aleksandr Kolobnev | 4-5-1981   | 12e et.; afgestapt |
| 186 | Michael Blaudzun   | 30-4-1973  | 8e et.; afgestapt  |
| 187 | Matti Breschel     | 31-8-1984  |                    |
| 188 | Volodymyr Hoestov  | 15-2-1977  |                    |
| 189 | Kurt-Asle Arvesen  | 9-2-1975   |                    |

| #   | naam                  | geb. datum | opmerkingen           |
| --- | --------------------- | ---------- | --------------------- |
| 191 | Alessandro Petacchi   | 3-1-1973   |                       |
| 192 | Alessandro Cortinovis | 11-10-1977 |                       |
| 193 | Sergio Ghisalberti    | 10-12-1979 | 10e et.; afgestapt    |
| 194 | Christian Knees       | 5-3-1981   |                       |
| 195 | Brett Lancaster       | 15-11-1979 |                       |
| 196 | Martin Müller         | 5-4-1974   |                       |
| 197 | Alberto Ongarato      | 24-7-1975  | 10e et.; niet gestart |
| 198 | Fabio Sabatini        | 18-2-1985  | 14e et.; afgestapt    |
| 199 | Mirco Lorenzetto      | 13-7-1981  |                       |

| #   | naam               | geb. datum | opmerkingen           |
| --- | ------------------ | ---------- | --------------------- |
| 201 | Salvatore Commesso | 28-3-1975  |                       |
| 202 | Ivan Rovny         | 30-9-1987  | 14e et.; niet gestart |
| 203 | Elio Aggiano       | 15-3-1972  |                       |
| 204 | Jevgeni Petrov     | 25-5-1978  |                       |
| 205 | Michail Ignatiev   | 7-5-1985   |                       |
| 206 | Ricardo Serrano    | 4-8-1978   |                       |
| 207 | Nikolaj Troesov    | 2-7-1985   |                       |
| 208 | Daniele Contrini   | 15-8-1974  |                       |
| 209 | Pavel Broett       | 29-1-1982  |                       |

| #   | naam             | geb. datum | opmerkingen          |
| --- | ---------------- | ---------- | -------------------- |
| 211 | Michael Barry    | 18-12-1975 | 2e et.; niet gestart |
| 212 | Lorenzo Bernucci | 15-9-1979  |                      |
| 213 | Adam Hansen      | 11-5-1981  | 3e et.; niet gestart |
| 214 | Greg Henderson   | 10-9-1976  | 10e et.; afgestapt   |
| 215 | Axel Merckx      | 8-8-1972   |                      |
| 216 | Aaron Olsen      | 11-1-1978  |                      |
| 217 | Marco Pinotti    | 25-2-1976  |                      |
| 218 | František Raboň  | 26-9-1983  |                      |
| 219 | Thomas Ziegler   | 24-11-1980 | 6e et.; niet gestart |

 winnaars · 
roze trui · 
  puntenklassement · 
  bergklassement · 
 jongerenklassement · 
 intergiro · 
 ploegenklassement · 
 strijdlust · 
 zwarte trui
Giro d'Italia Next Gen · Giro Donne · Cima Coppi
 Belgische rozetruidragers · etappewinnaars
 Nederlandse rozetruidragers · etappewinnaars
Mannen:
1909 · 
1910 · 
1911 · 
1912 · 
1913 · 
1914 · 
1919 · 
1920 · 
1921 · 
1922 · 
1923 · 
1924 · 
1925 · 
1926 · 
1927 · 
1928 · 
1929 · 
1930 · 
1931 · 
1932 · 
1933 · 
1934 · 
1935 · 
1936 · 
1937 · 
1938 · 
1939 · 
1940 · 
1946 · 
1947 · 
1948 · 
1949 · 
1950 · 
1951 · 
1952 · 
1953 · 
1954 · 
1955 · 
1956 · 
1957 · 
1958 · 
1959 · 
1960 · 
1961 · 
1962 · 
1963 · 
1964 · 
1965 · 
1966 · 
1967 · 
1968 · 
1969 · 
1970 · 
1971 · 
1972 · 
1973 · 
1974 · 
1975 · 
1976 · 
1977 · 
1978 · 
1979 · 
1980 · 
1981 · 
1982 · 
1983 · 
1984 · 
1985 · 
1986 · 
1987 · 
1988 · 
1989 · 
1990 · 
1991 · 
1992 · 
1993 · 
1994 · 
1995 · 
1996 · 
1997 · 
1998 · 
1999 · 
2000 · 
2001 · 
2002 · 
2003 · 
2004 · 
2005 · 
2006 · 
2007 · 
2008 · 
2009 · 
2010 · 
2011 · 
2012 · 
2013 · 
2014 · 
2015 · 
2016 · 
2017 · 
2018 · 
2019 · 
2020 · 
2021 · 
2022 · 
2023 · 
2024 · 
2025
Vrouwen:
1988 · 
1989 · 
1990 · 
1991 ·
1992 ·
1993 · 
1994 · 
1995 · 
1996 · 
1997 · 
1998 · 
1999 · 
2000 · 
2001 · 
2002 · 
2003 · 
2004 · 
2005 · 
2006 · 
2007 · 
2008 · 
2009 · 
2010 · 
2011 · 
2012 ·
2013 · 
2014 ·
2015 ·
2016 ·
2017 ·
2018 ·
2019 ·
2020 ·
2021 ·
2022 ·
2023 ·
2024 ·
2025
 Parijs-Nice · 
 Tirreno-Adriatico · 
 Milaan-San Remo · 
 Ronde van Vlaanderen · 
 Ronde van het Baskenland · 
 Gent-Wevelgem · 
 Parijs-Roubaix · 
 Amstel Gold Race · 
 Waalse Pijl · 
 Luik-Bastenaken-Luik · 
 Ronde van Romandië · 
 Ronde van Italië · 
 Ronde van Catalonië · 
 Critérium du Dauphiné Libéré · 
 Ronde van Zwitserland · 
 Ploegentijdrit Eindhoven · 
 Ronde van Frankrijk · 
 Clásica San Sebastián · 
 Ronde van Duitsland · 
 Vattenfall Cyclassics · 
  ENECO Tour · 
 GP Ouest France-Plouay · 
 Ronde van Spanje · 
 Ronde van Polen · 
 Kampioenschap van Zürich · 
 Parijs-Tours · 
 Ronde van Lombardije